# Engineering Societies' Building
L'Engineering Societies' Building and Engineer's Club (Bâtiment des sociétés d'ingénierie et club des ingénieurs) est situé à Midtown Manhattan, à New York. Le bâtiment a été construit en 1907 et a été ajouté au registre national des lieux historiques le 30 août 2007. 

## Voir également
- Liste du Registre national des lieux historiques à Manhattan, de la 14e à la 59e rue
- Liste des monuments désignés de New York à Manhattan, de la 14e à la 59e rue